# Landesregierung Josef Krainer senior III
Die Landesregierung Josef Krainer senior III bildete die Steiermärkische Landesregierung unter Josef Krainer senior in der III. Gesetzgebungsperiode. Die Landesregierung wurde am 15. April 1953 vom Steiermärkischen Landtag gewählt und in der Folge angelobt. Die Landesregierung umfasste neun Personen, wobei die Regierungssitze nach der Landtagswahl 1953 im Proporzsystem vergeben wurden. Nach dem Ergebnis der Landtagswahl stellten die Österreichische Volkspartei (ÖVP) und die Sozialistische Partei Österreichs (SPÖ) je vier Mitglieder in der Regierung, ein weiteres Mitglied wurde von der Wahlpartei der Unabhängigen (WdU) entsandt. Die Landesregierung Josef Krainer senior III amtierte bis zum 9. April 1957 und wurde an diesem Tag von der Landesregierung Josef Krainer senior IV abgelöst.
Die Regierung Josef Krainer senior III war gegenüber der Vorgängerregierung Krainer II nahezu unverändert in die neue Regierungsperiode gegangen. Lediglich innerhalb der WdU war es zu einer Veränderung gekommen, wobei Anton Stephan den bisherigen Landesrat Josef Elsnitz ablöste. Während der Regierungszeit kam es zu zwei Wechseln in der Landesregierung. Nachdem Udo Illig (ÖVP) zum Bundesminister für Handel und Wiederaufbau berufen worden war, legte er am 13. Mai 1953 sein Amt nieder und wurde am 15. Mai 1953 durch Karl Brunner ersetzt. Nachdem Reinhard Machold (SPÖ) am 21. Jänner 1954 als Landeshauptmann-Stellvertreter zurückgetreten war, wurde der bisherige Landesrat Norbert Horvatek am 30. Jänner 1954 zum neuen Landeshauptmann-Stellvertreter gewählt. Als Landesrat neu in die Regierung war bereits Alfred Schachner-Blazizek am 27. Jänner angelobt worden.
Josef Krainer senior erhielt bei der geheim durchgeführten Wahl zum Landeshauptmann 46 von 48 abgegebenen Stimmen, wobei ein Stimmzettel leer geblieben war und eine Stimme gegen ihn gelautet hatte. Die Landeshauptmann-Stellvertreter und die Landesräte wurden hingegen in offener Abstimmung gewählt.

## Regierungsmitglieder
| Amt                                                             | Name                 | Partei | Aufgabengruppen |
| --------------------------------------------------------------- | -------------------- | ------ | --------------- |
| Landeshauptmann                                                 | Josef Krainer senior | ÖVP    |                 |
| 1. Landeshauptmann-Stellvertreter bis 30. Jänner 1954 Landesrat | Norbert Horvatek     | SPÖ    |                 |
| 2. Landeshauptmann-Stellvertreter                               | Tobias Udier         | ÖVP    |                 |
| Landesrat                                                       | Karl Brunner         | ÖVP    |                 |
| Landesrat                                                       | Ferdinand Prirsch    | ÖVP    |                 |
| Landesrat                                                       | Norbert Horvatek     | SPÖ    |                 |
| Landesrat                                                       | Fritz Matzner        | SPÖ    |                 |
| Landesrätin ab 15. Februar 1950                                 | Maria Matzner        | SPÖ    |                 |
| Landesrat                                                       | Anton Stephan        | WdU    |                 |
| Vorzeitig ausgeschiedene Mitglieder der Landesregierung         |                      |        |                 |
| 1. Landeshauptmann-Stellvertreter bis 21. Jänner 1954           | Reinhard Machold     | SPÖ    |                 |
| Landesrat bis 13. Mai 1950                                      | Udo Illig            | ÖVP    |                 |